# Danh sách tác phẩm của Miyamoto Shigeru
Danh sách tác phẩm của Miyamoto Shigeru bao gồm tất cả trò chơi điện tử do Miyamoto Shigeru làm ra. Ông được chủ tịch Nintendo là Yamauchi Hiroshi tuyển dụng vào năm 1977 khi nhìn thấy sự sáng tạo với đồ chơi của ông, Sự nghiệp trò chơi điện tử của Miyamoto bắt đầu khi Nintendo gia nhập thị trường trò chơi điện tử thùng vào cuối thập niên 1970, ông tiếp tục phát triển công ty và giữ vai trò lãnh đạo. Những đóng góp trong ngành trò chơi điện tử của ông bắt đầu với tủ game thùng arcade, sau đó là thiết kế pixel art trong trò chơi điện tử Sheriff (1979),replicabreitling.to tạo khái niệm chính và phát triển tựa game tạo hiện tượng đầu tiên của Nintendo Donkey Kong (1981), và trò chơi chỉ dành cho hệ máy console đầu tiên của ông Devil World (1984). Miyamoto đã trở thành một trong những nhà thiết kế trò chơi điện tử có ảnh hưởng nhất mọi thời đại, bắt đầu bằng loạt trò chơi điện tử Super Mario và The Legend of Zelda.
| Ngày | Tựa game                                               | Hệ máy                    | Đạo diễn | Sản xuất | Thiết kế | Ghi chú                                                                          |
| ---- | ------------------------------------------------------ | ------------------------- | -------- | -------- | -------- | -------------------------------------------------------------------------------- |
| 1979 | Sheriff                                                | Arcade                    | -        | -        | -        | Họa sĩ                                                                           |
| 1980 | Space Firebird                                         | Arcade                    | -        | -        | -        | Họa sĩ                                                                           |
| 1981 | Donkey Kong                                            | Arcade                    | ✔        | -        | ✔        | [ 4 ] [ 5 ]                                                                      |
| 1981 | Sky Skipper                                            | Arcade                    | -        | -        | ✔        | [ 6 ]                                                                            |
| 1982 | Donkey Kong Jr.                                        | Arcade                    | ✔        | -        | ✔        | [ 5 ] [ 7 ]                                                                      |
| 1982 | Popeye                                                 | Arcade                    | ✔        | -        | ✔        | [ 5 ] [ 3 ]                                                                      |
| 1983 | Mario Bros.                                            | Arcade                    | ✔        | -        | ✔        | [ 5 ] [ 8 ]                                                                      |
| 1983 | Donkey Kong 3                                          | Arcade                    | ✔        | -        | ✔        | [ 5 ] [ 9 ]                                                                      |
| 1983 | Baseball                                               | NES/Famicom/Arcade        | -        | -        | ✔        | [ 10 ]                                                                           |
| 1984 | Tennis                                                 | NES/Famicom/Arcade        | -        | -        | ✔        | [ 10 ]                                                                           |
| 1984 | Golf                                                   | NES/Famicom/Arcade        | -        | -        | ✔        | [ 10 ]                                                                           |
| 1984 | Devil World                                            | NES/Famicom               | ✔        | ✔        | ✔        | [ 5 ] [ 11 ]                                                                     |
| 1984 | Excitebike                                             | NES/Famicom/Arcade        | ✔        | ✔        | ✔        | [ 12 ]                                                                           |
| 1984 | Hogan's Alley                                          | NES/Famicom/Arcade        | ✔        | -        | ✔        | [ 13 ]                                                                           |
| 1984 | Wild Gunman                                            | NES/Famicom               | ✔        | -        | ✔        | [ 13 ]                                                                           |
| 1984 | Duck Hunt                                              | NES/Famicom/Arcade        | ✔        | -        | ✔        | [ 13 ]                                                                           |
| 1985 | Kung Fu (Spartan X)                                    | NES/Famicom               | ✔        | -        | ✔        | Bản port của trò chơi điện tử arcade beat 'em up Irem Kung-Fu Master (Spartan X) |
| 1985 | Super Mario Bros.                                      | NES/Famicom               | ✔        | ✔        | ✔        | [ 5 ]                                                                            |
| 1986 | The Legend of Zelda                                    | FDS/NES/Famicom           | ✔        | ✔        | ✔        | [ 5 ] [ 14 ]                                                                     |
| 1986 | Super Mario Bros. 2/Super Mario Bros.: The Lost Levels | FDS                       | ✔        | ✔        | -        | Đạo diễn cùng với Tezuka Takashi                                                 |
| 1987 | Zelda II: The Adventure of Link                        | FDS/NES/Famicom           | -        | ✔        | -        | [ 16 ]                                                                           |
| 1987 | Yume Kōjō: Doki Doki Panic/Super Mario Bros. 2         | FDS/NES/Famicom           | -        | ✔        | ✔        |                                                                                  |
| 1988 | Super Mario Bros. 3                                    | NES/Famicom               | ✔        | ✔        | ✔        | Đạo diễn cùng với Tezuka Takashi                                                 |
| 1990 | Super Mario World                                      | SNES/Super Famicom        | -        | ✔        | -        |                                                                                  |
| 1991 | The Legend of Zelda: A Link to the Past                | SNES/Super Famicom        | -        | ✔        | -        |                                                                                  |
| 1993 | Star Fox                                               | SNES/Super Famicom        | -        | ✔        | ✔        | [ 18 ]                                                                           |
| 1995 | BS Zelda no Densetsu                                   | Super Famicom/Satellaview | -        | -        | ✔        | Đạo diễn cùng với Tezuka Takashi                                                 |
| 1996 | Super Mario 64                                         | Nintendo 64               | ✔        | ✔        | -        | [ 5 ] [ 20 ]                                                                     |
| 1997 | Star Fox 64                                            | Nintendo 64               | -        | ✔        | ✔        | [ 18 ]                                                                           |
| 1998 | The Legend of Zelda: Ocarina of Time                   | Nintendo 64               |          | ✔        | ✔        | Nhà sản xuất và giám sát                                                         |
| 2000 | The Legend of Zelda: Majora's Mask                     | Nintendo 64               | -        | ✔        | -        | Biên kịch cùng với Takano Mitsuhiro và Koizumi Yoshiaki                          |
| 2001 | Pikmin                                                 | GameCube                  | -        | ✔        | -        | Ý tưởng ban đầu                                                                  |
| 2006 | The Legend of Zelda: Twilight Princess                 | GameCube/Wii              | -        | ✔        | -        | Bắt đầu làm đạo diễn và chuyển đổi vai trò với Aonuma Eiji                       |
| 2007 | Super Mario Galaxy                                     | Wii                       | -        | ✔        | ✔        | Nhà sản xuất cùng với Shimizu Takao; Ý tưởng thiết kế trò chơi                   |
| 2007 | Wii Fit                                                | Wii                       | -        | -        | ✔        | Giám đốc sản xuất                                                                |
| 2008 | Wii Music                                              | Wii                       | ✔        | -        | ✔        | Giám đốc sản xuất                                                                |
| 2011 | Steel Diver                                            | Nintendo 3DS              | -        | -        | ✔        | Giám đốc sản xuất                                                                |
| 2016 | Star Fox Zero                                          | Wii U                     | -        | ✔        | -        | Giám đốc giám sát; nhà sản xuất cùng với Sugiyama Tadashi và Inaba Atsushi       |
| 2016 | Super Mario Run                                        | iOS/Android               | -        | -        | -        | Giám đốc sản xuất                                                                |